# Rhytidoponera cornuta
Rhytidoponera cornuta is een mierensoort uit de onderfamilie van de Ectatomminae. De wetenschappelijke naam van de soort is voor het eerst geldig gepubliceerd in 1895 door Emery.